# Viola polyodonta
Viola polyodonta är en violväxtart som beskrevs av Wilhelm Becker. Viola polyodonta ingår i släktet violer, och familjen violväxter. Inga underarter finns listade i Catalogue of Life.